# 江遠要甫
江遠 要甫（えとお　ようすけ、1934年5月10日 - ）は、長野県飯山市出身の元ノルディック複合、スキージャンプ選手。	
明治大学卒業後、長野営林署に勤務。			
ジャンプでは長野県出身者として初のオリンピック代表となった。

## 主な成績
- 1958年　ノルディックスキー世界選手権純ジャンプ42位
- 1958年　ノルディックスキー世界選手権ノルディック複合27位
- 1960年　第8回スコーバレーオリンピック純ジャンプ25位、複合15位
- 1962年　ノルディックスキー世界選手権純ジャンプ90m級32位
- 1964年　第9回インスブルックオリンピック純ジャンプ70m級27位、90m級44位

日本国内
- 1956年　　　　　第34回全日本スキー選手権大会ノルディック複合　優勝
- 1957年　　　　　第35回全日本スキー選手権大会ノルディック複合　優勝
- 1958.01.15(水)　第31回全日本学生スキー選手権大会一部優勝
- 1959.01.20(火)　第32回全日本学生スキー選手権大会一部優勝
- 1959.03.15(日)　第2回羽幌ジャンプ大会優勝
- 1961年　　　　　第39回全日本スキー選手権大会ノルディック複合　優勝
- 1963.02.27(水)　第41回全日本スキー選手権大会90m級 優勝